# Foton Gratour im6
Foton Gratour im6 (кит.:伽途im6) — субкомпактвэн производства Foton, выпускаемый с 2017 года.

## Описание
Цена на автомобиль Foton Gratour im6 варьировалась от 61900 до 72900 юаней. Передняя и задняя части автомобиля напоминают Honda Odyssey пятого поколения.

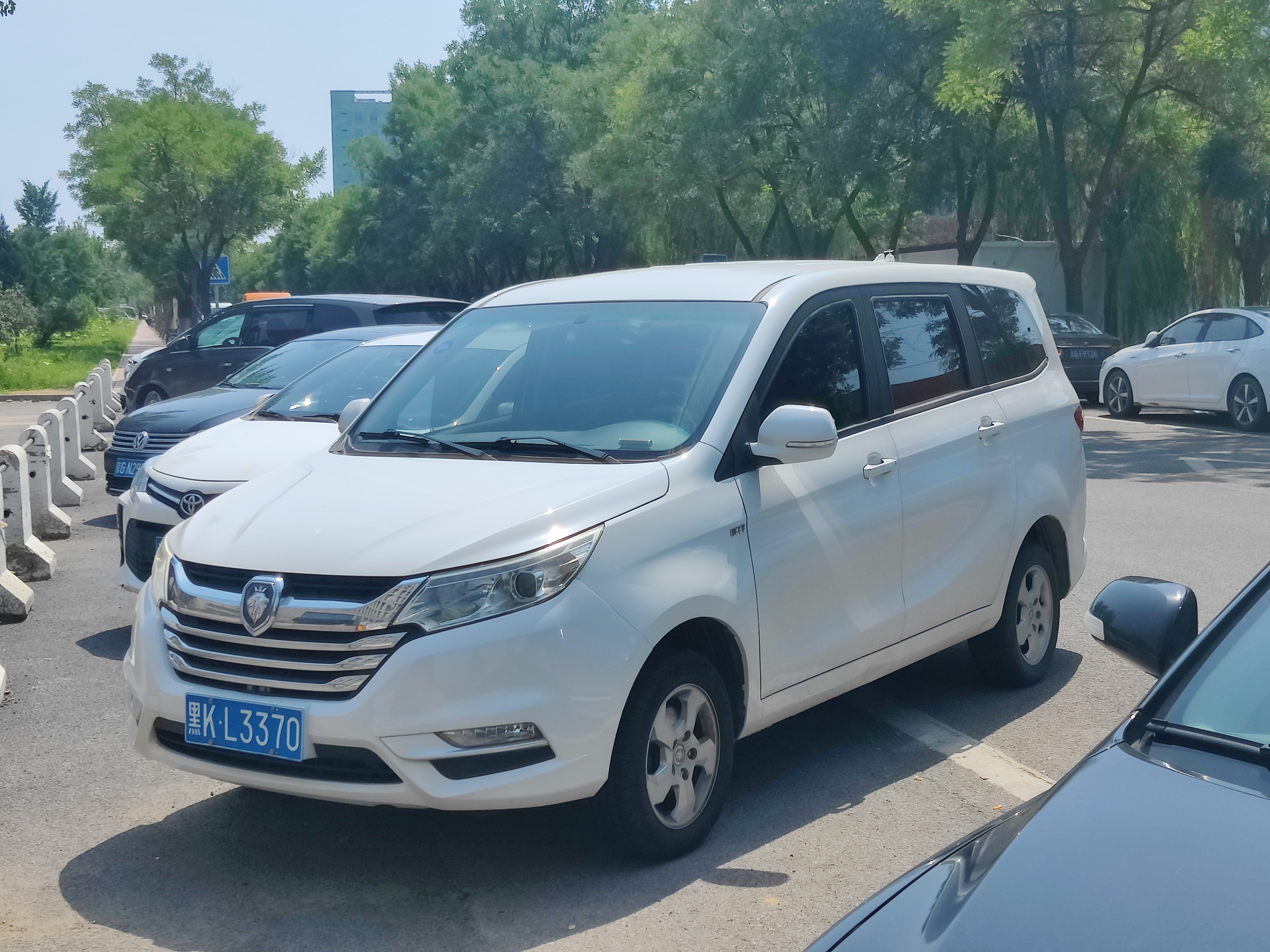
Gratour im6
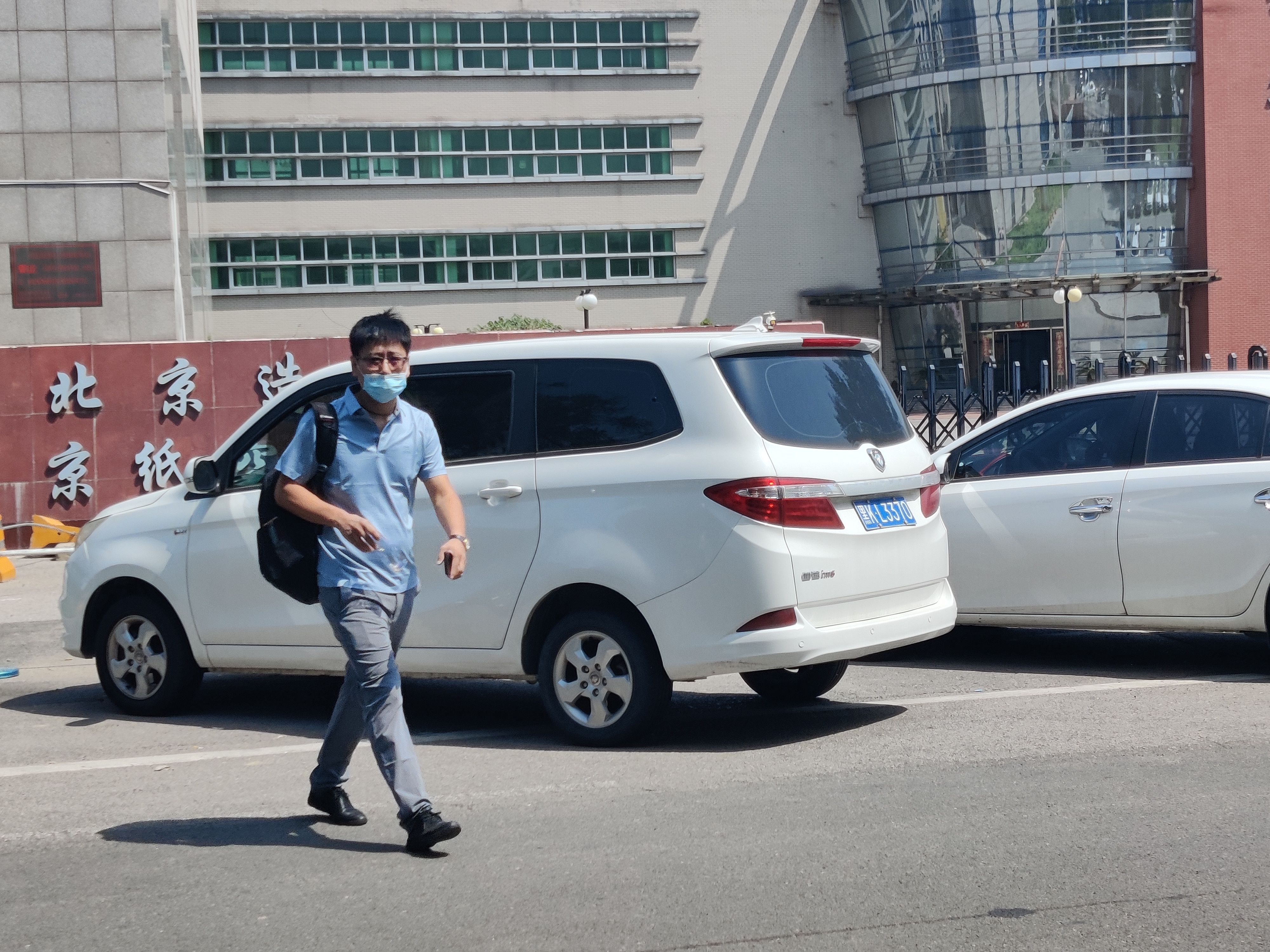
Вид сзади

## Foton Gratour im8
Foton Gratour im8 (кит.:伽途im8) — модификация im6 с большим клиренсом и дополнительными пластиковыми деталями. Цены составляют от 70900 до 79900 юаней. Существует также вариант Foton Gratour GT стоимостью от 79900 до 136800 юаней.

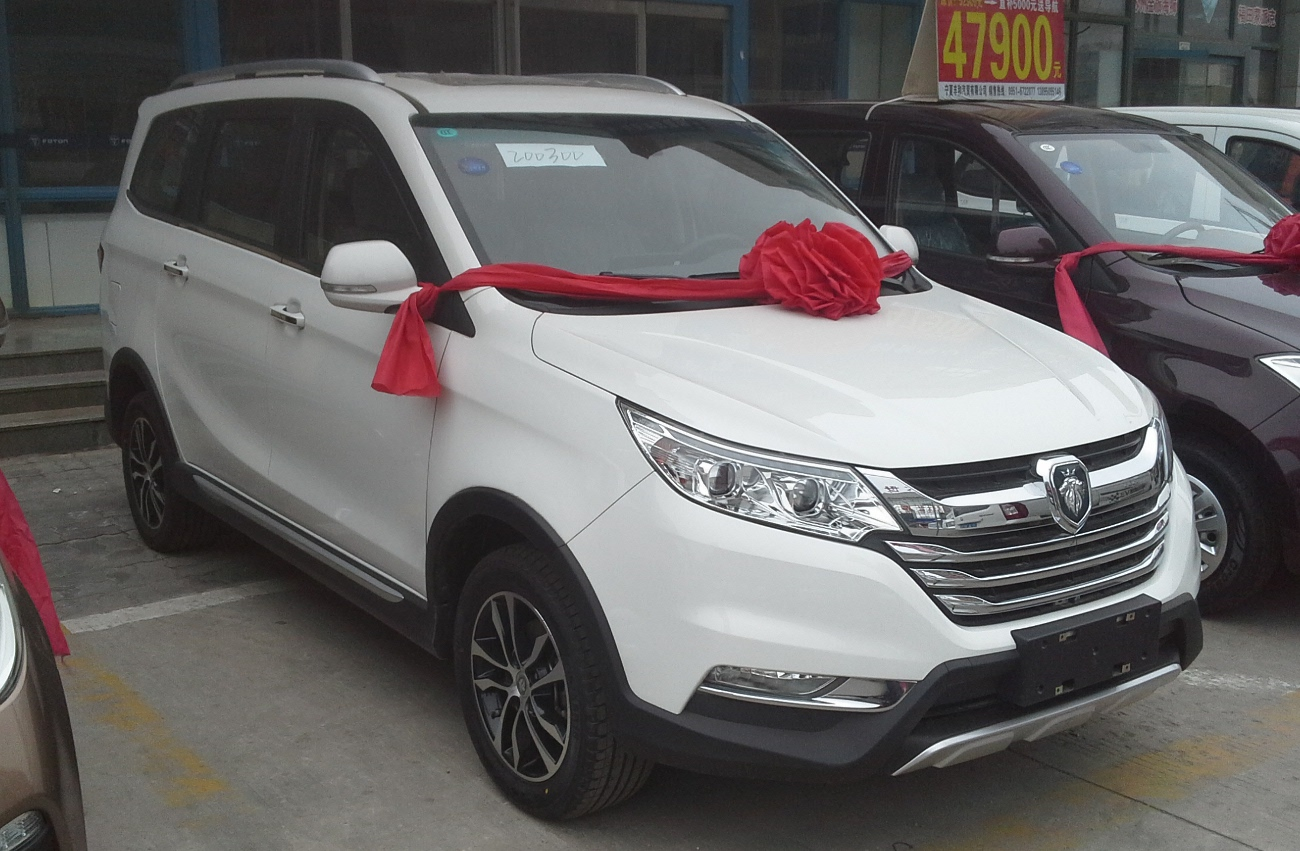
Gratour im8
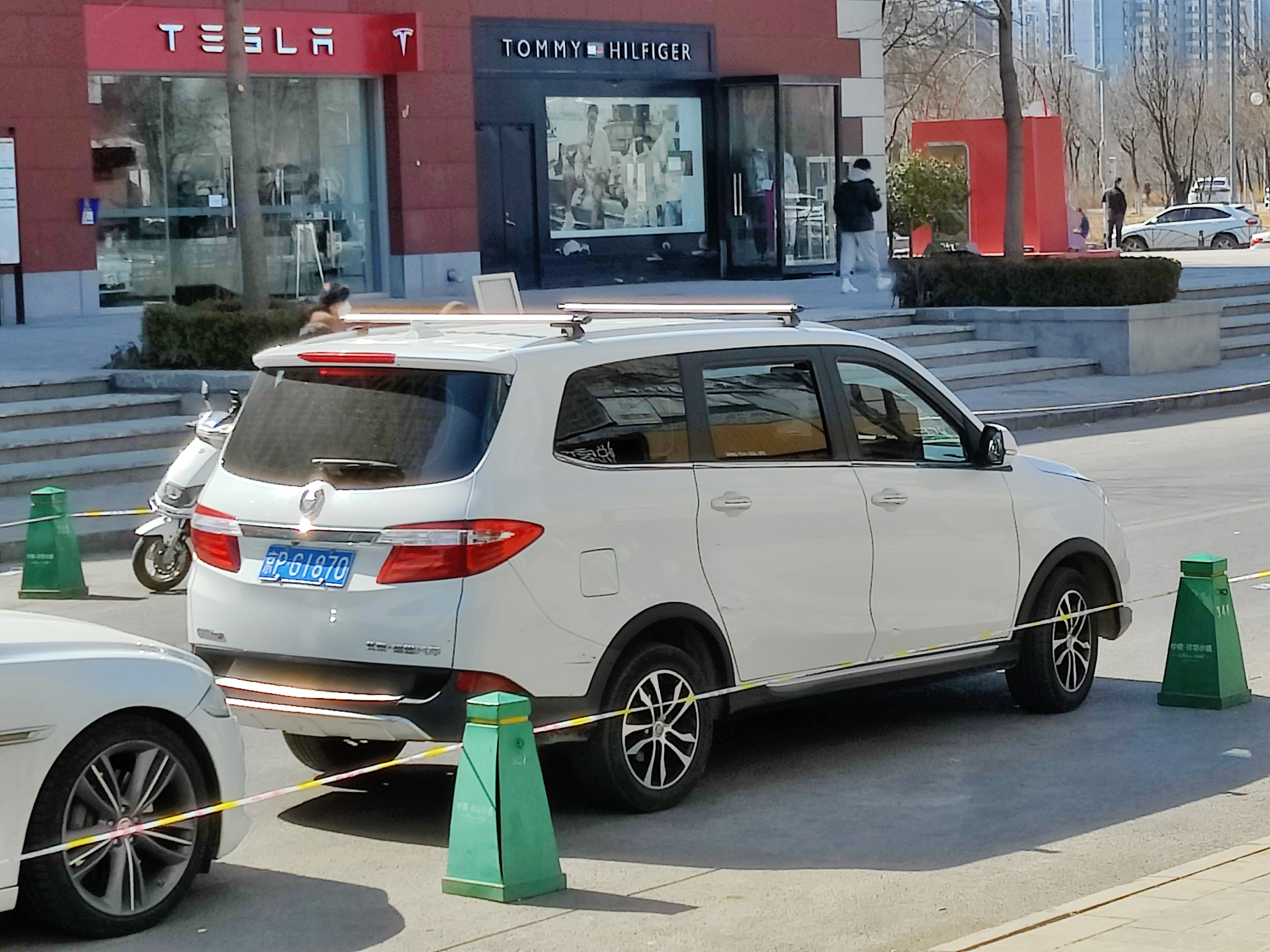
Вид сзади